# Nymphaea divaricata
Nymphaea divaricata là một loài thực vật có hoa trong họ Nymphaeaceae. Loài này được Hutch. miêu tả khoa học đầu tiên năm 1931.